# Plethodon serratus
Espèce
Synonymes
- Plethodon cinereus serratus Grobman, 1944
- Plethodon cinereus polycentratus Highton & Grobman, 1956

Statut de conservation UICN

 LC  : Préoccupation mineure
Plethodon serratus est une espèce d'urodèles de la famille des Plethodontidae.

## Répartition
Cette espèce est endémique des États-Unis. Elle se rencontre en trois populations :
- dans le sud-ouest du Missouri, dans l'ouest de l'Arkansas, dans l'est de l'Oklahoma ;
- dans le centre de la Louisiane ;
- dans l'est du Tennessee, dans l'ouest de la Caroline du Nord, dans le nord-ouest de la Géorgie et dans l'est de l'Alabama.

## Publication originale
- Grobman, 1944 : The distribution of the salamanders of the genus Plethodon in the eastern United States and Canada. Annals of the New York Academy of Sciences, vol. 45, p. 261-316.